# Postřelmůvek
Postřelmůvek (en allemand : Klein Heilendorf) est une commune du district de Šumperk, dans la région d'Olomouc, en Tchéquie. Sa population s'élevait à 309 habitants en 2023.

## Géographie
Postřelmůvek se trouve à 5 km au nord de Zábřeh, à 10 km au sud-ouest de Šumperk, à 46 km au nord-ouest d'Olomouc et à 176 km à l'est de Prague.
La commune est limitée par Vyšehoří au nord, par Chromeč et Postřelmov à l'est, par Rovensko au sud, et par Svébohov et Zborov à l'ouest.

## Histoire
La première mention écrite de la localité date de 1365.

## Transports
Par la route, Postřelmůvek se trouve à 10 km de Šumperk, à 54 km d'Olomouc et à 232 km de Prague.